# Anton Raphael Mengs
Anton Raphael Mengs (12. března 1728, Ústí nad Labem – 29. června 1779, Řím, Itálie) byl německý malíř raného klasicismu, malíř mytologických scén, náboženských obrazů a portrétů.

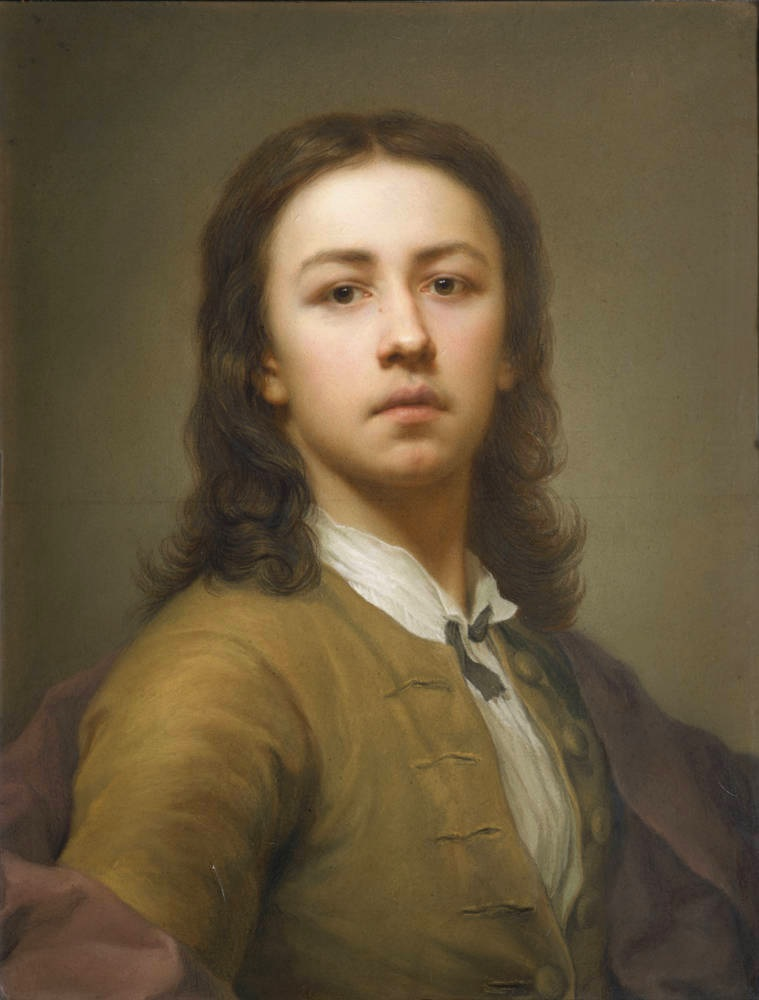
První autoportrét, 1744, Gemäldegalerie Drážďany

## Život
Narodil se jako syn původem dánského malíře Ismaela Mengse, v době kdy byl otec saským dvorním malířem a rodina bydlela v Ústí nad Labem. První malířské školení získával spolu s bratrem Moritzem a sestrami Theresií Concordií a Julií Carlottou v ateliéru svého otce. S otcem také v letech 1741 - 1744 podnikl první studijní cestu do Říma, kde se rodina na čas usadila a Anton Rafael dále studoval v ateliéru Antona Marona, oženil se s jeho dcerou. Na Akademii v Římě rovněž vyučoval malbu. Při pobytu tam vyzdobil freskami chrám sv. Eusebia na Esquilinu a Vatikánskou knihovnu. Papež Klement XIII. jej za zásluhy jmenoval rytířem Řádu zlaté ostruhy.
Roku 1751 byl jmenován vrchním dvorním malířem saského kurfiřta. Fridricha Augusta II. a jeho manželku v Drážďanech rovněž portrétoval. Dále namaloval Nanebevstoupení Páně pro hlavní oltář, a Navštívení Panny Marie a Josefův sen na postranní oltáře, novostavby Dvorního chrámu Nejsvětější Trojice (Katholische Hofkirche der heiligsten Trinität). Roku 1759 pobýval na královském dvoře v Neapoli, kde vytvořil královské portréty a fresky v královském paláci.
Dvakrát pobýval ve Španělsku. V letech 1761 - 1769 vytvořil portrét krále Karla III., podle antických předloh z Herculanea pak nástropní fresky v Palacio Real v Madridu a podobizny šlechticů. Stal se ředitelem Španělské královské akademie, na níž např. v roce 1770 vyučoval Francisca Goyu. Pro španělskou královskou kapli v Aranjuez vytvořil svůj poslední oltářní obraz Zvěstování P. Marie z roku 1779. Pro anglický královský dvůr namaloval obraz Perseus osvobozuje Andromedu. Mengsovým poslední nedokončeným dílem byla kresba ruky s lilií Archanděla Gabriela. Po smrti byl se všemi poctami pohřben v Panteonu v Římě.

## Tvorba
Proslul jako portrétista, malíř náboženských obrazů monumentálních rozměrů a nástěnných maleb. Myšlenkově vycházel z osvícenství. Stýkal se s mnoha intelektuály (např. bavorskou markraběnkou Vilemínou), vědci, výtvarnými umělci a literáty. Pobýval na malířských akademiích v Římě, Florencii, Benátkách, Bologni či Augsburgu. Ve svých memoárech o něm píše Giacomo Casanova. Následoval společnost Johanna Joachima Winckelmanna a čerpal z jeho díla Myšlenky o nápodobě řeckých děl v malířství a sochařství.
Původně byl evangelík, ale roku 1756 pod vlivem Říma konvertoval ke katolicismu a s tolerancí se pohyboval v prostředí různých konfesí (v luteránském Sasku i v katolickém Římě a Španělsku). Prostřednictvím námětů z antické mytologie i z křesťanství, často alegorických scén monumentálního měřítka, prosazoval myšlenky kosmopolitní osvícenské kultury. V portrétní malbě se snažil o realistické vystižení charakteru osob.
Sám sebe považoval za proroka nového umění a tvrdil, že jeho úlohou je vdechnout skomírajícímu a pokleslému umění nový život. Ve freskové malbě kritizoval jako úpadek dílo pozdně barokního Benátčana Giovanniho Battisty Tiepola, který působil ve Španělsku a v Neapoli současně s Mengsem. Věřil v nápravu společnosti skrze umění. Zejména se věnoval olejomalbě, nástěnné malbě, kresbě pastelem a grafickým technikám. K jeho grafickým návrhům patří medaile papeže Klementa XIV. Malbami je zastoupen především v mnoha kostelech, palácích a galeriích v Evropě, zejména v Drážďanech (32 děl), v Římě, ve Španělsku v Madridu, v USA v New Yorku nebo v Bostonu.

## Dílo
- Autoportréty - patřily k jeho oblíbeným námětům, vytvořil nejméně čtyři (1744, 1770, 1774, 1777)
- Portrét sestry Julie Carlotty, kolem 1746
- Paridův soud (1756), Ermitáž, Sankt Petěrburg
- Nanebevstoupení Krista, olejomalba na hlavním oltáři, dva obrazy na postranních oltářích (1856), Dvorní kostel Nejsvětější Trojice (Hofkirche der Heiligste Trinität), Drážďany
- Portrét saského krále Augusta III. (1745), Gemäldegalerie, Drážďany
- Portrét papeže Klementa XIII. (1758), Pinacoteca, Bologna
- Portrét Johann Joachim Winckelmann, 1758-1762, Metropolitní muzeum umění, New York
- Parnas (1760-1761) nástropní freska, Villa Albani v Římě
- Portrét princezny Marie Luisy Parmské, (1765), Louvre Paříž
- Portrét prince z Asturie, nástupce Karla IV. Španělského, kolem 1765
- Bůh Helios jako personifikace poledne, kolem 1765
- Bohyně Diana jako personifikace noci, kolem 1765
- Sv. Jan Křtitel káže na poušti, olejomalba
- Perseus a Andromeda
- Bůh Jupiter líbá Ganymeda, olejomalba; Řím, dala podnět k historce o vztahu J. J. Winckelmanna k A. R. Mengsovi
- Noli me tangere, Kristus se zjevuje Marii Magdaléně, olejomalba
- Alegorie Pravdy, olejomalba, Museum of Fine Arts, Boston
- nástropní malba Nanebevzetí sv. Eusebia v chrámu Sant'Eusebio all'Esquilino v Římě
- nástropní freska Historie vítězí nad časem - alegorie Musea Clementina, nástropní freska v Camera dei Papiri, Vatikánská knihovna
- Portrét malíře Giovanniho Casanovy, Giacomova bratra
- Georg Clavering de Nassau, lord z Fordwiche, 1770-73; umělecké sbírky spořitelny, Florencie
- Kristus na hoře Olibvetské, 1769, Královský palác Madrid
- Klanění pastýřů (1770), Madrid, Prado
- Kristus klesá pod křížem cestou na Golgotu
- Panna Maria Bolestná, oltářní obrázek v děkanském chrámu v Ústí nad Labem
- Portrét Johanna Joachima Winckelmanna, Metropolitní Muzeum, New York, 1777

## Galerie

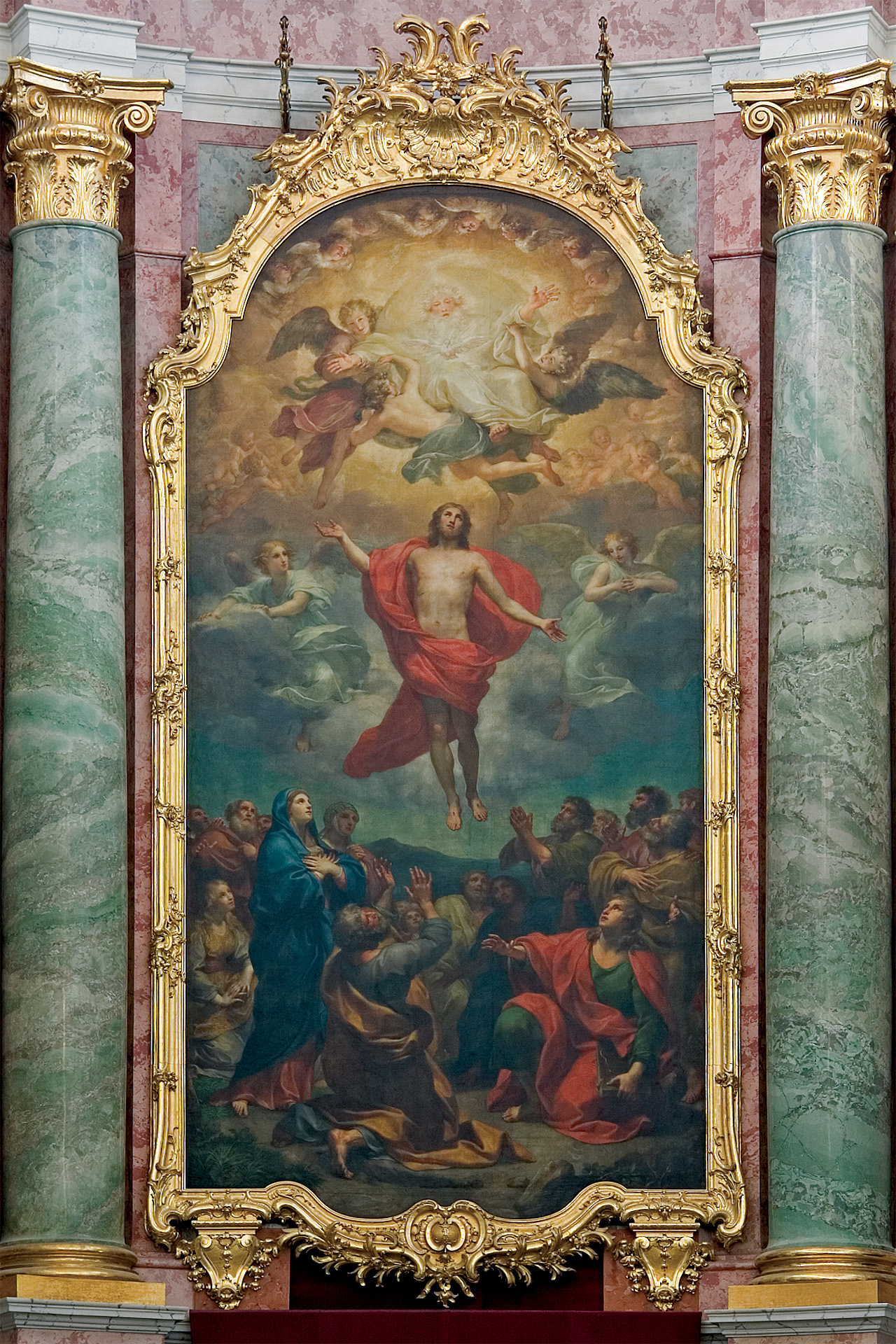
Nanebevstoupení Krista, Drážďany
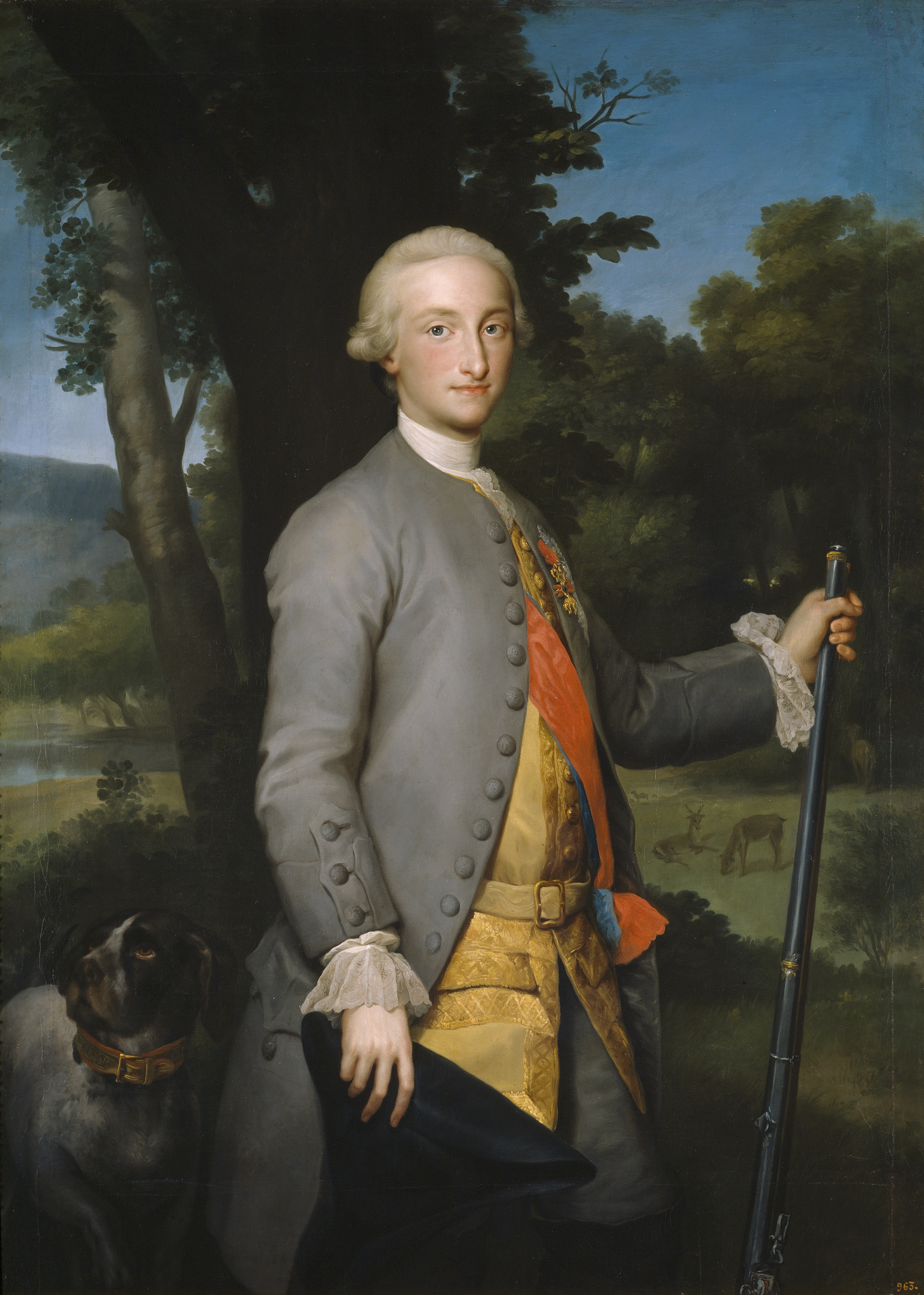
Princ z Asturie, kolem 1765
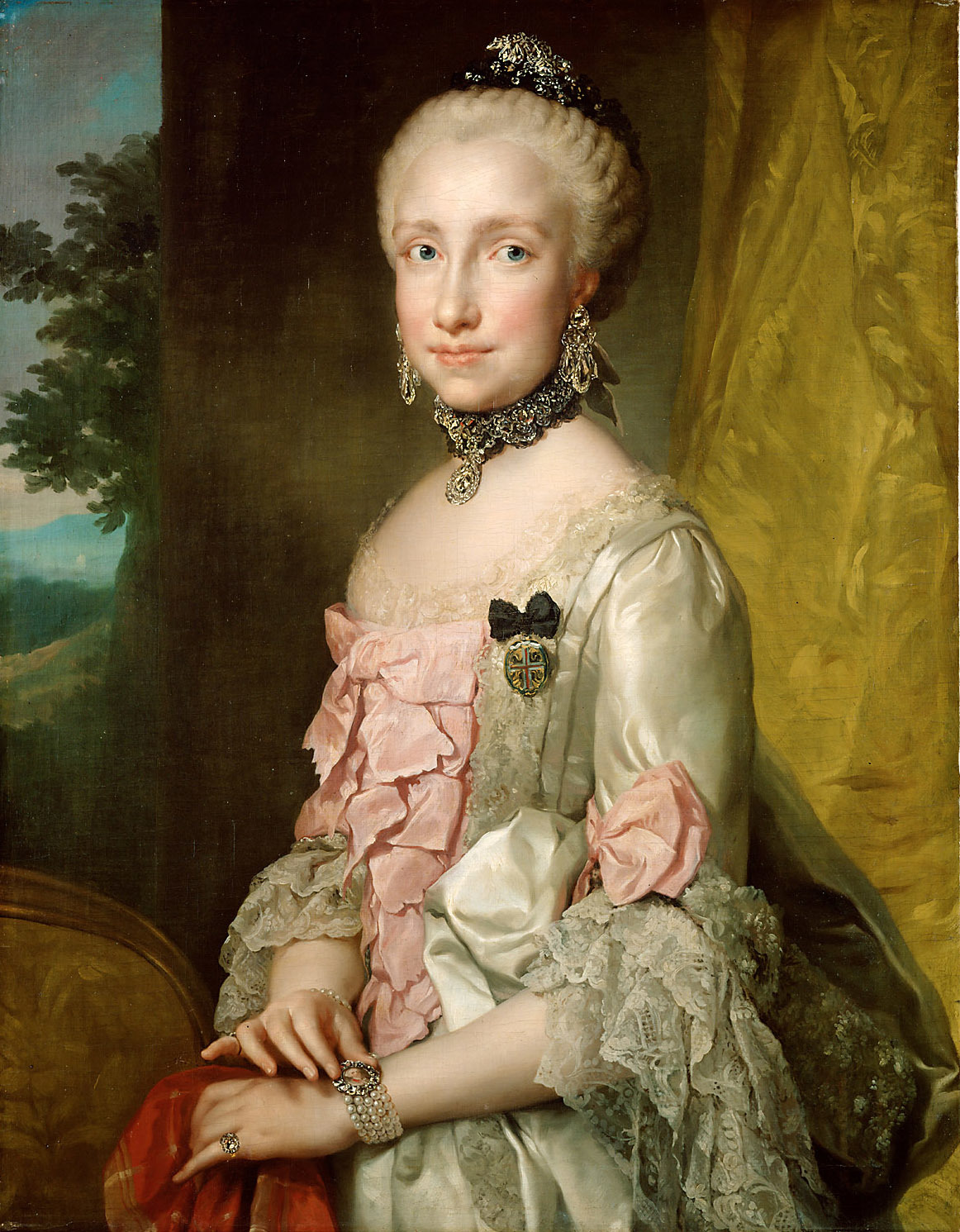
Marie Luisa Španělská
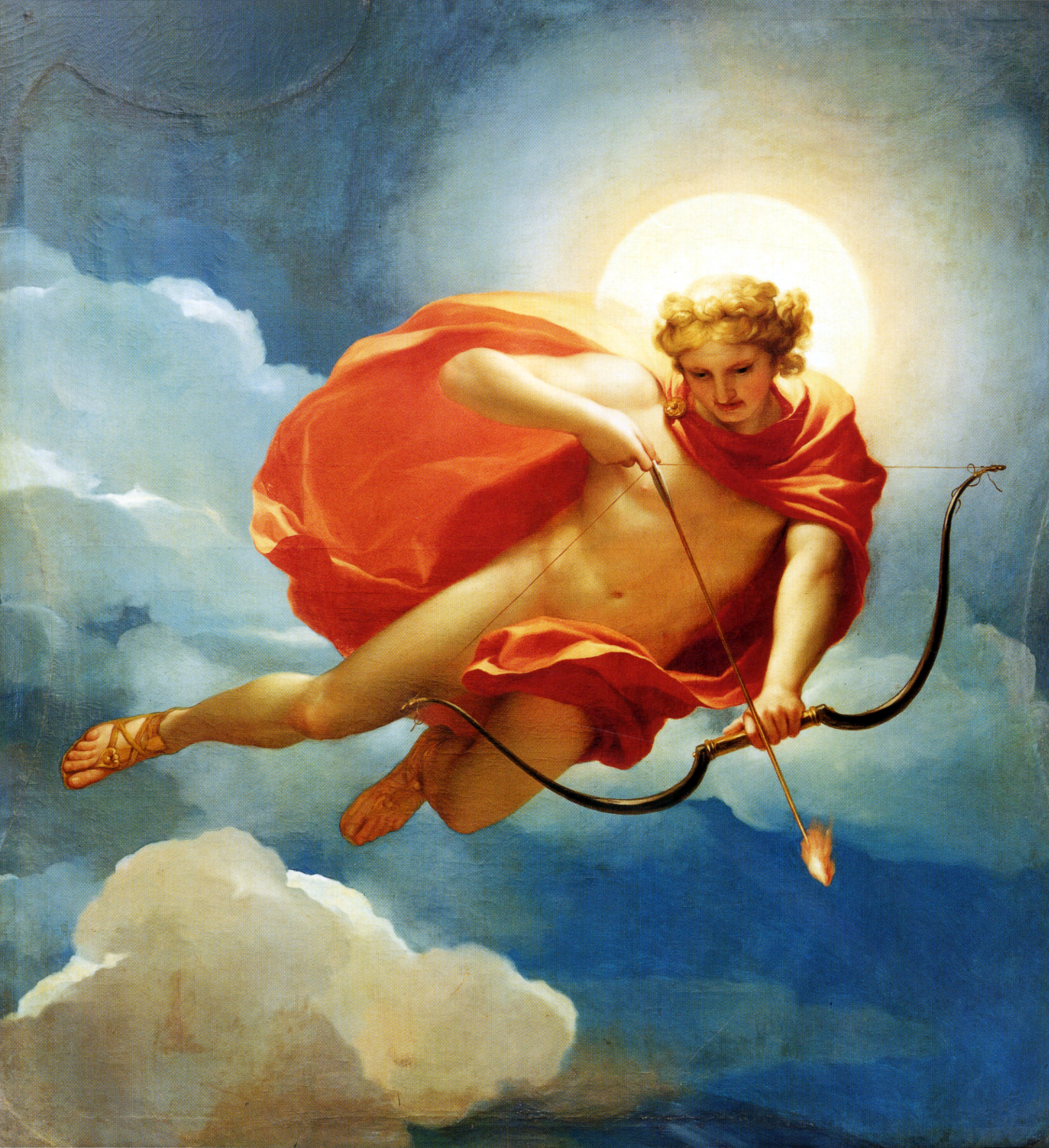
Helios jako personifikace poledne
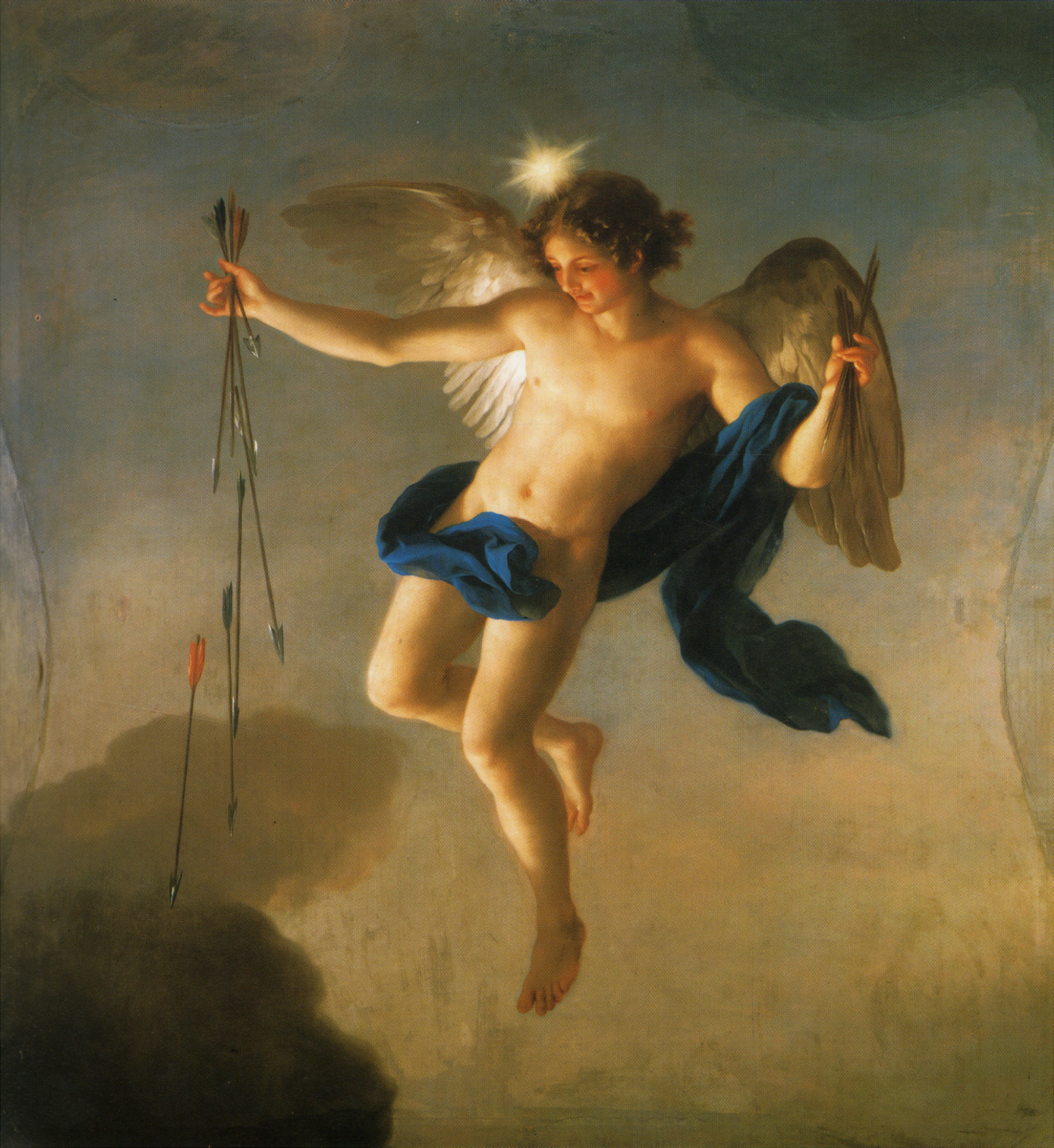
Hesperus jako personifikace večera
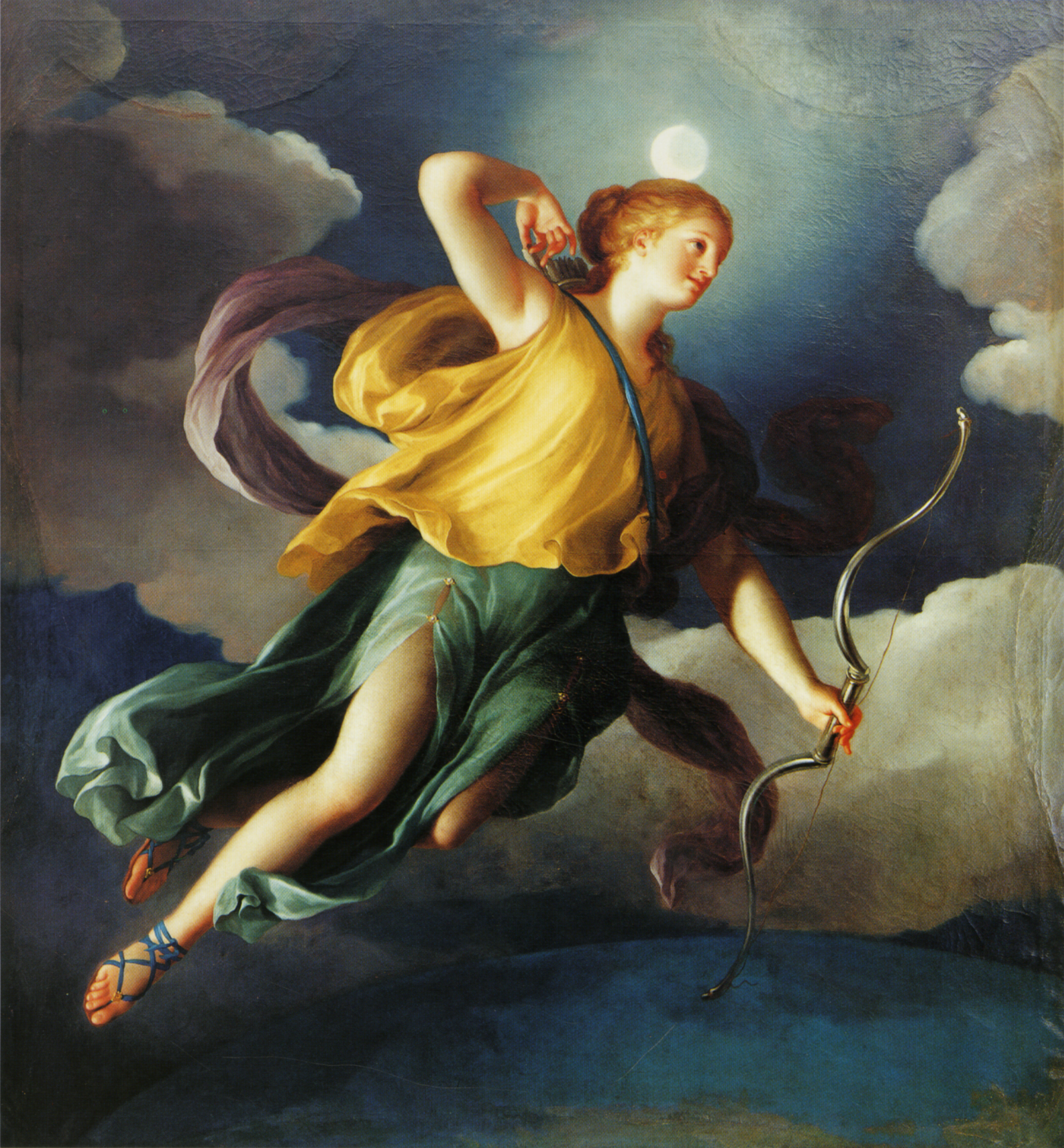
Diana jako personifikace noci
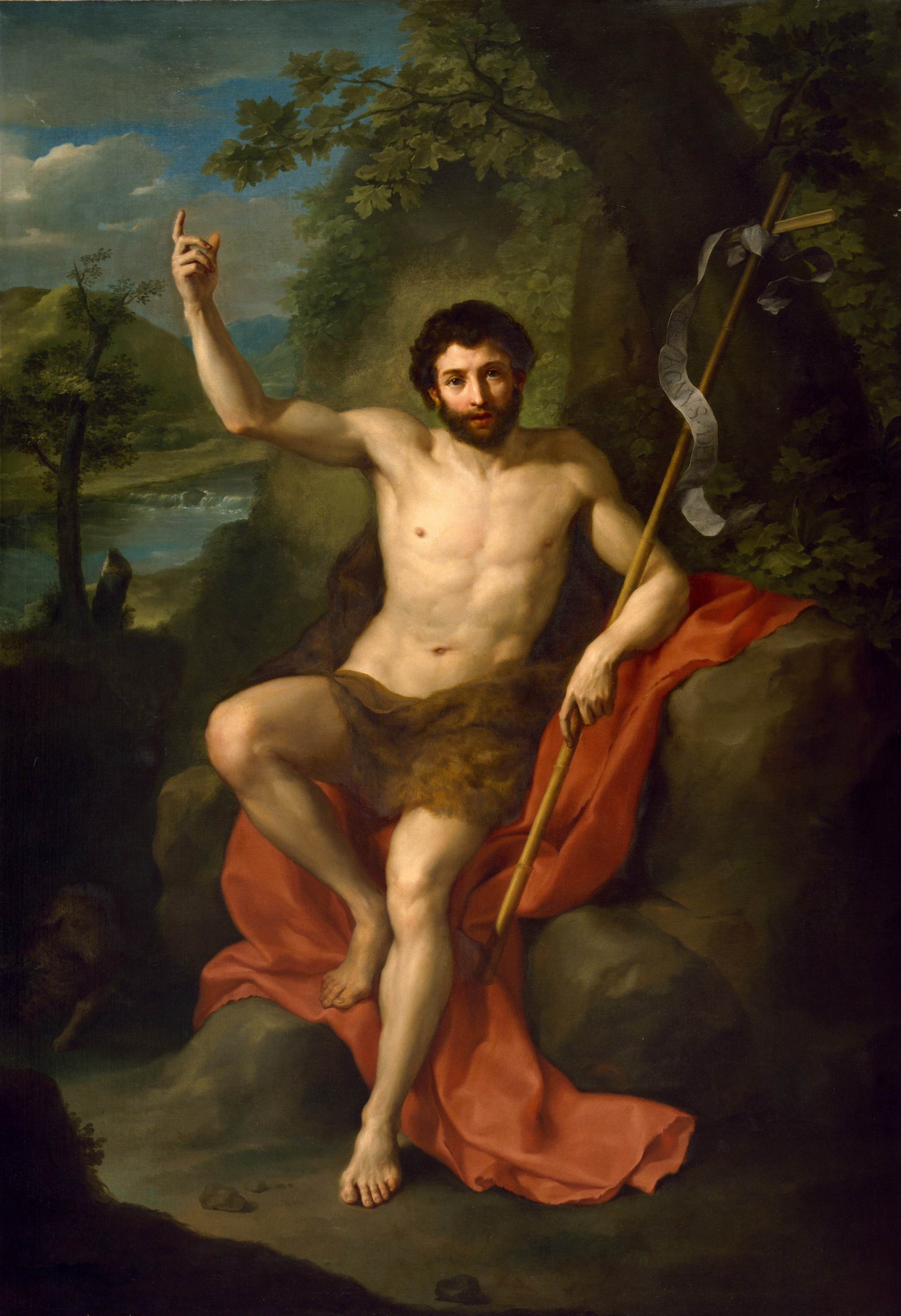
Sv. Jan Křtitel káže na poušti
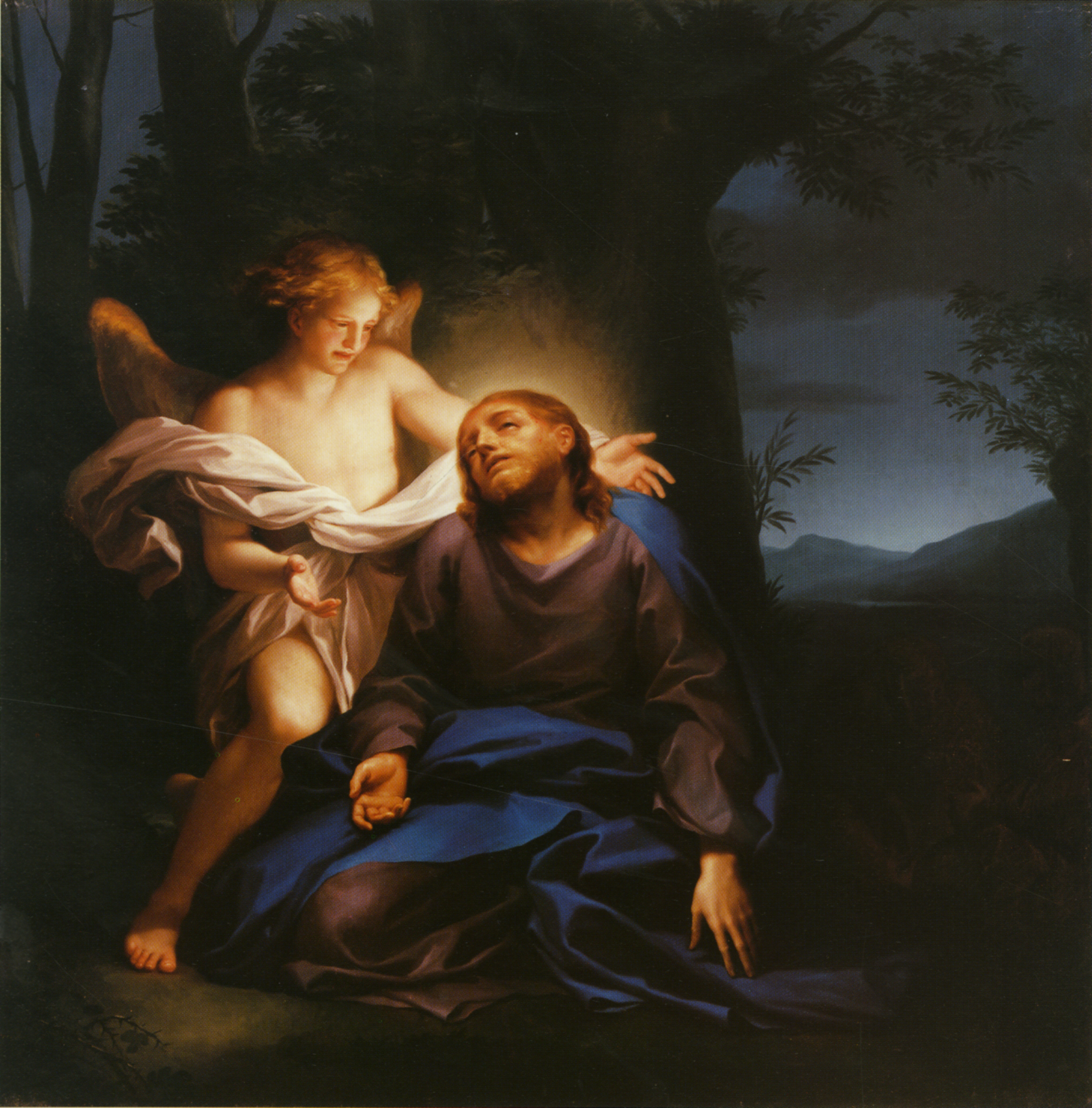
Kristus na hoře Olivetské
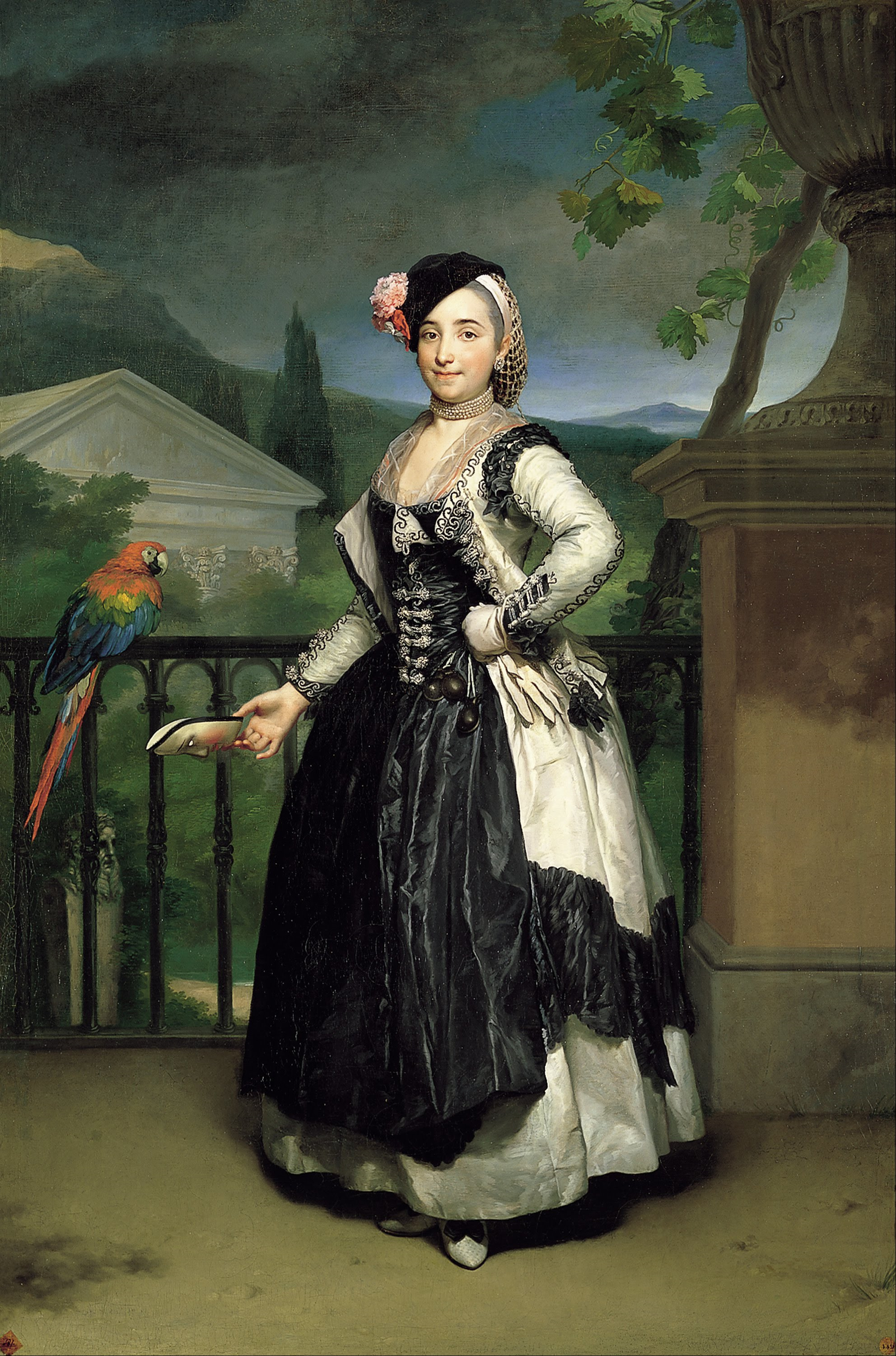
Markýza de Llano
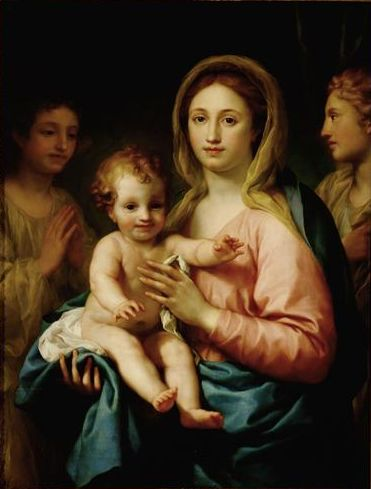
Madona s dítětem
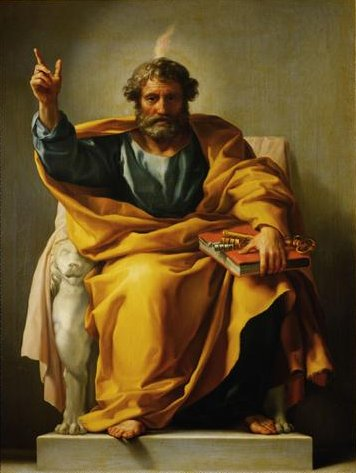
Svatý Petr
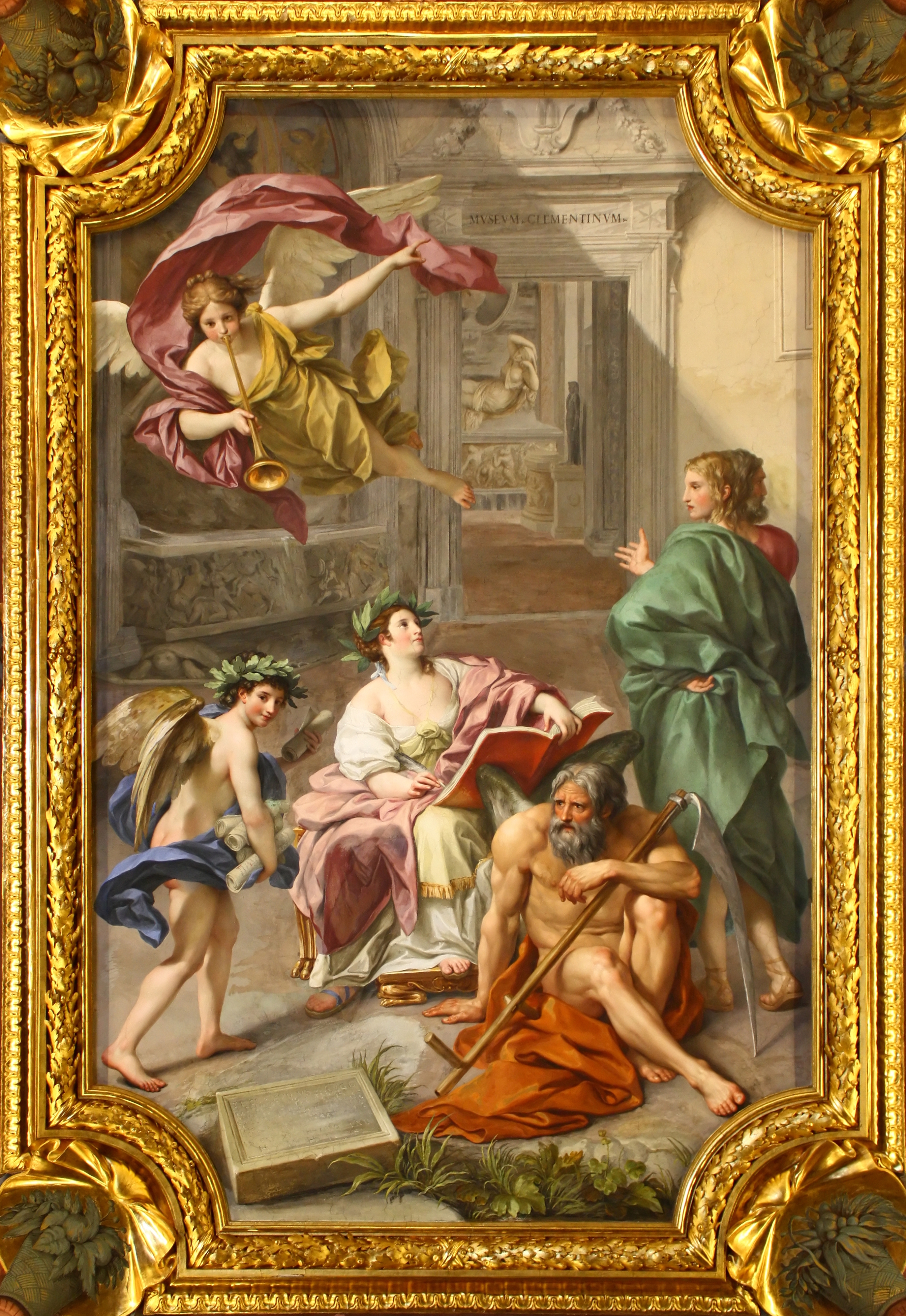
Triumf Historie nad Časem
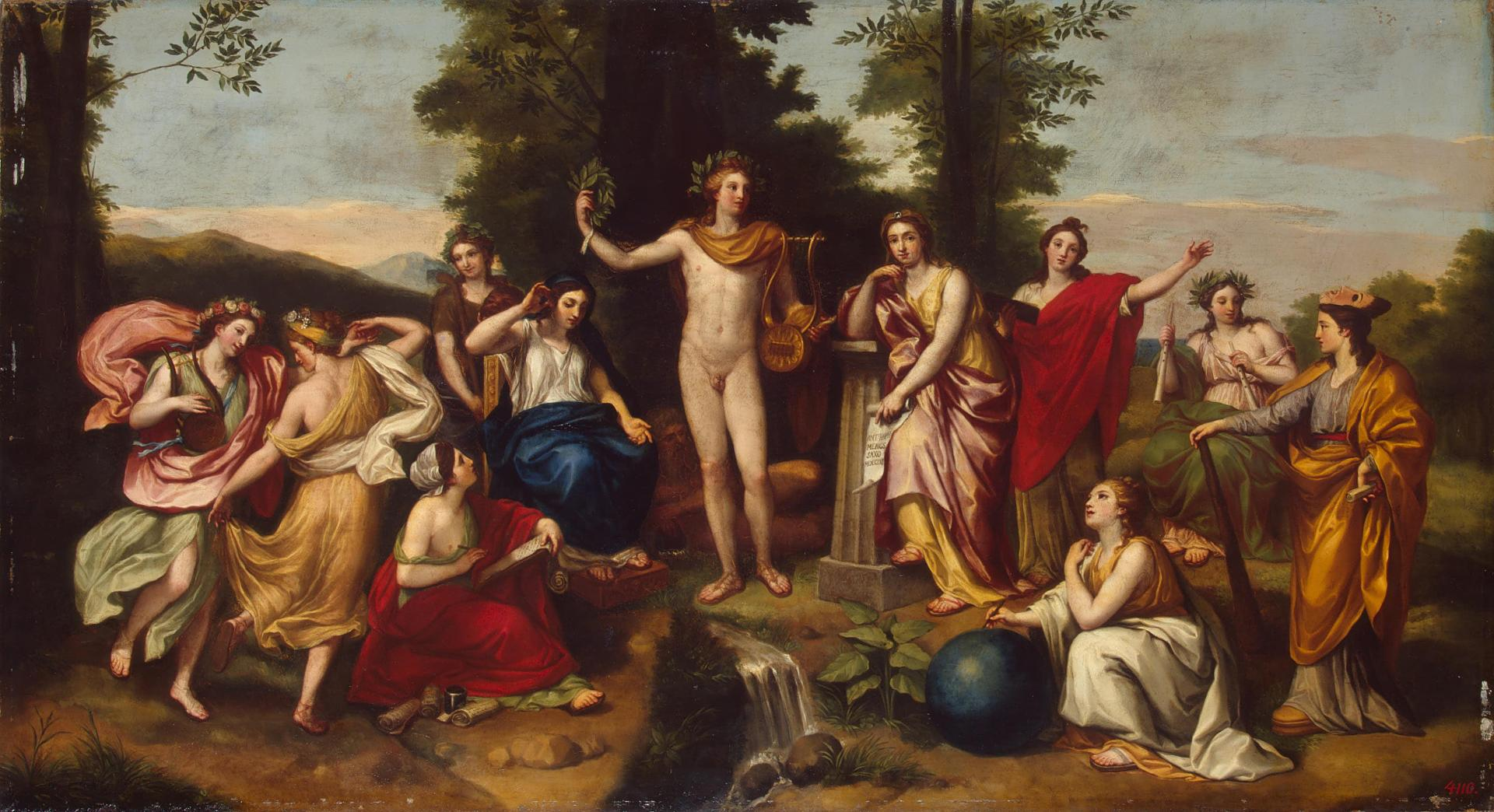
Mengs Parnas
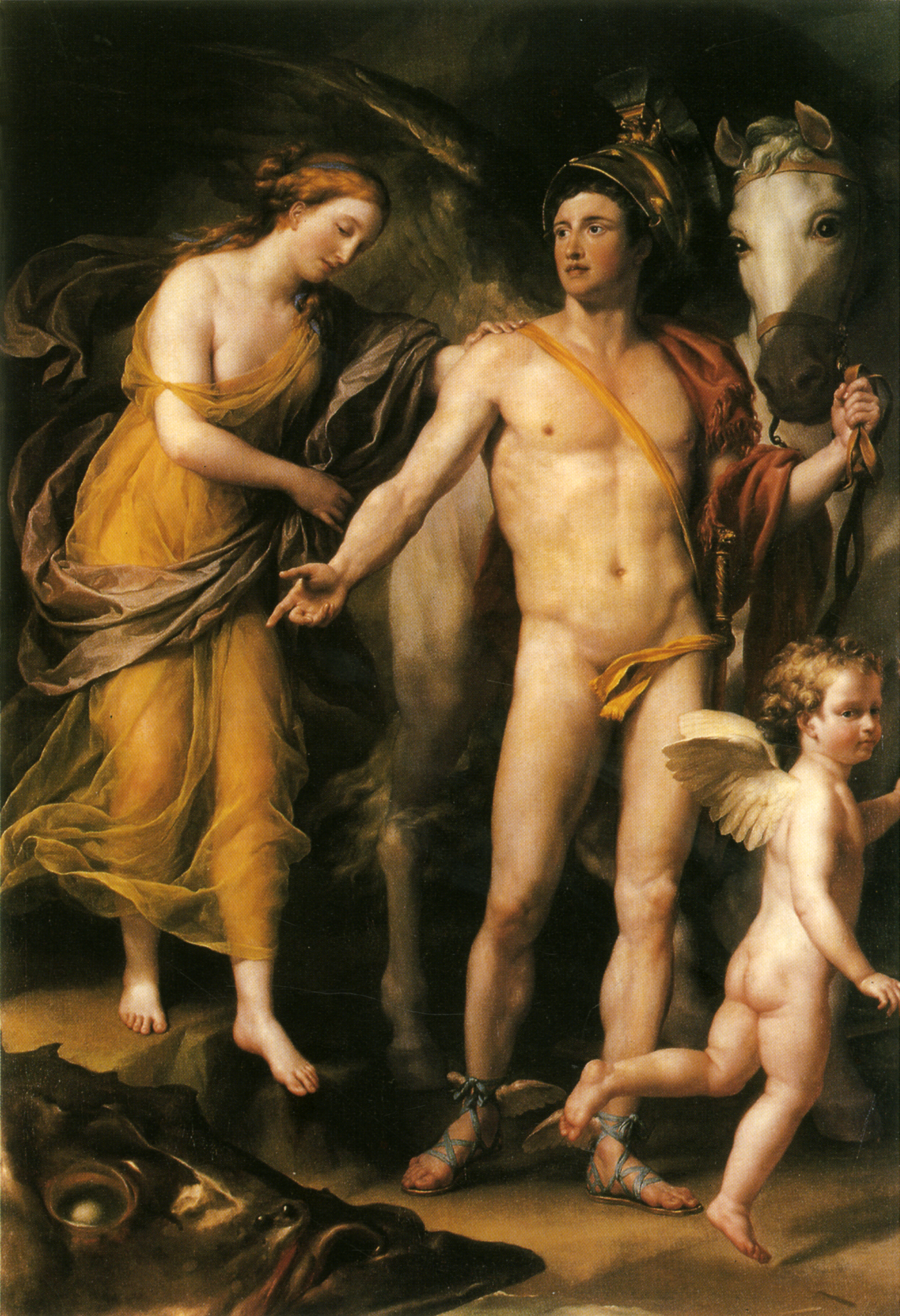
Perseus osvobozuje Andromedu, Ermitáž
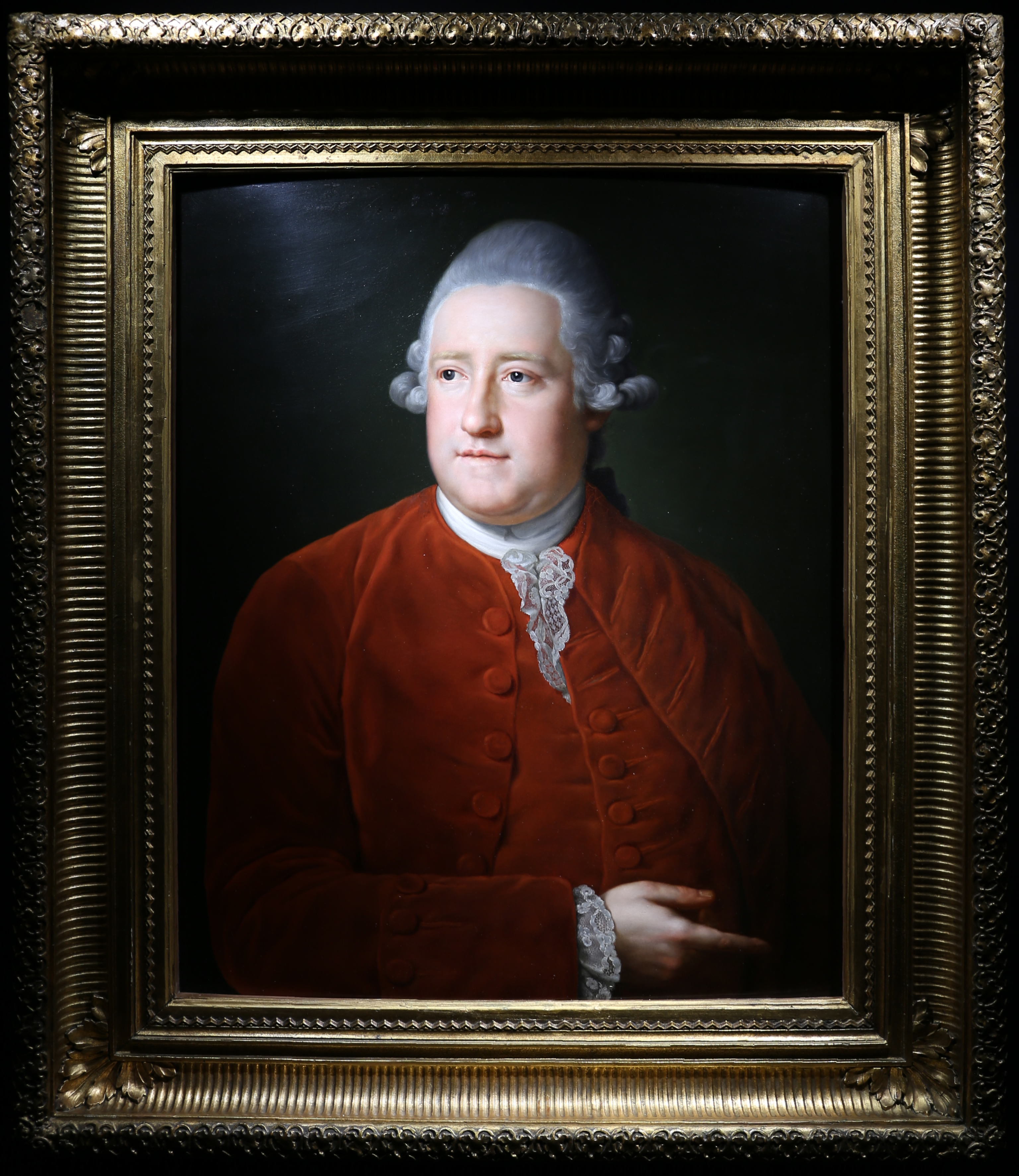
George Clavering of Nassau, lord Fordwich, 1770-73
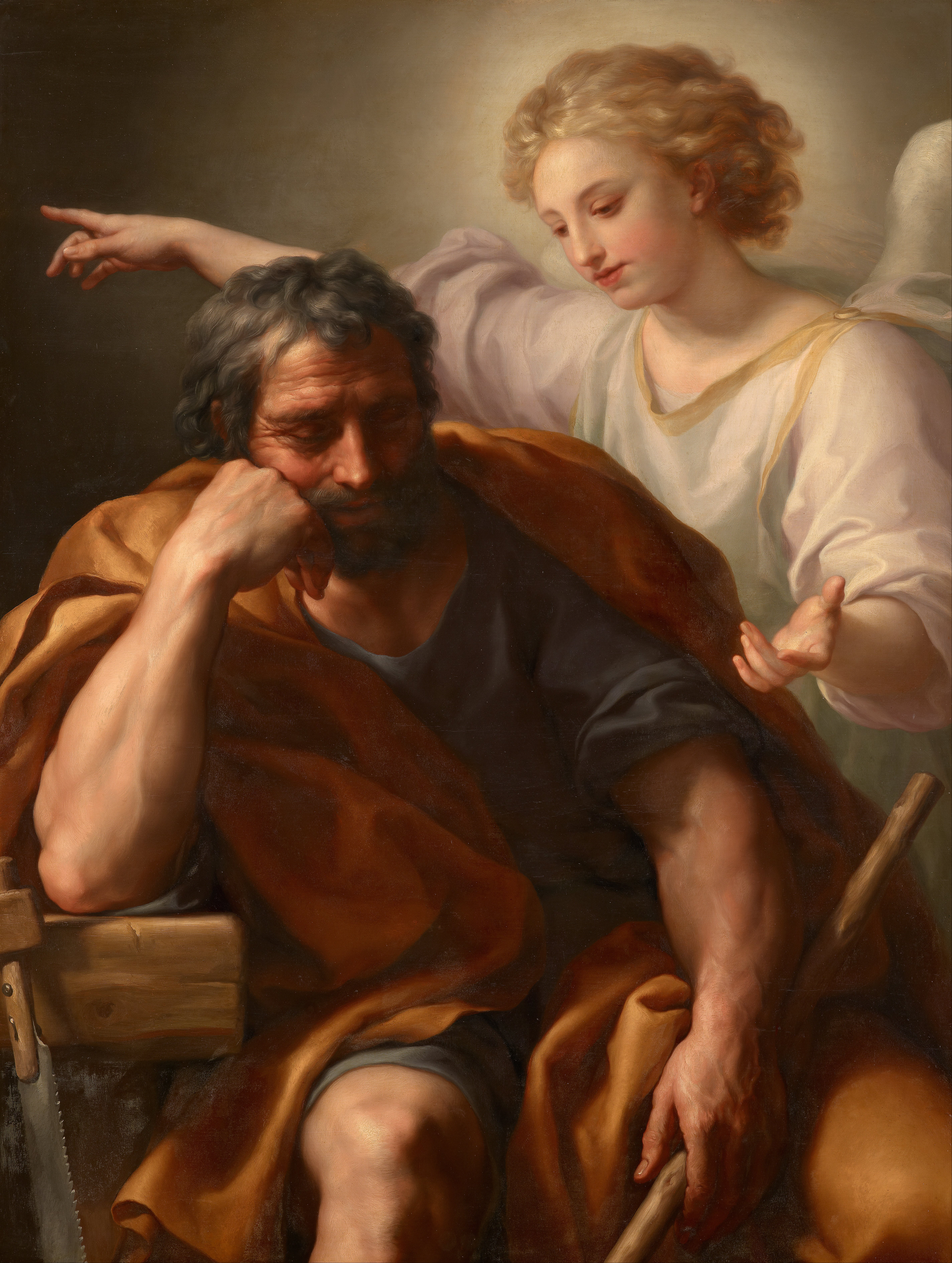
Josefův sen, 1774
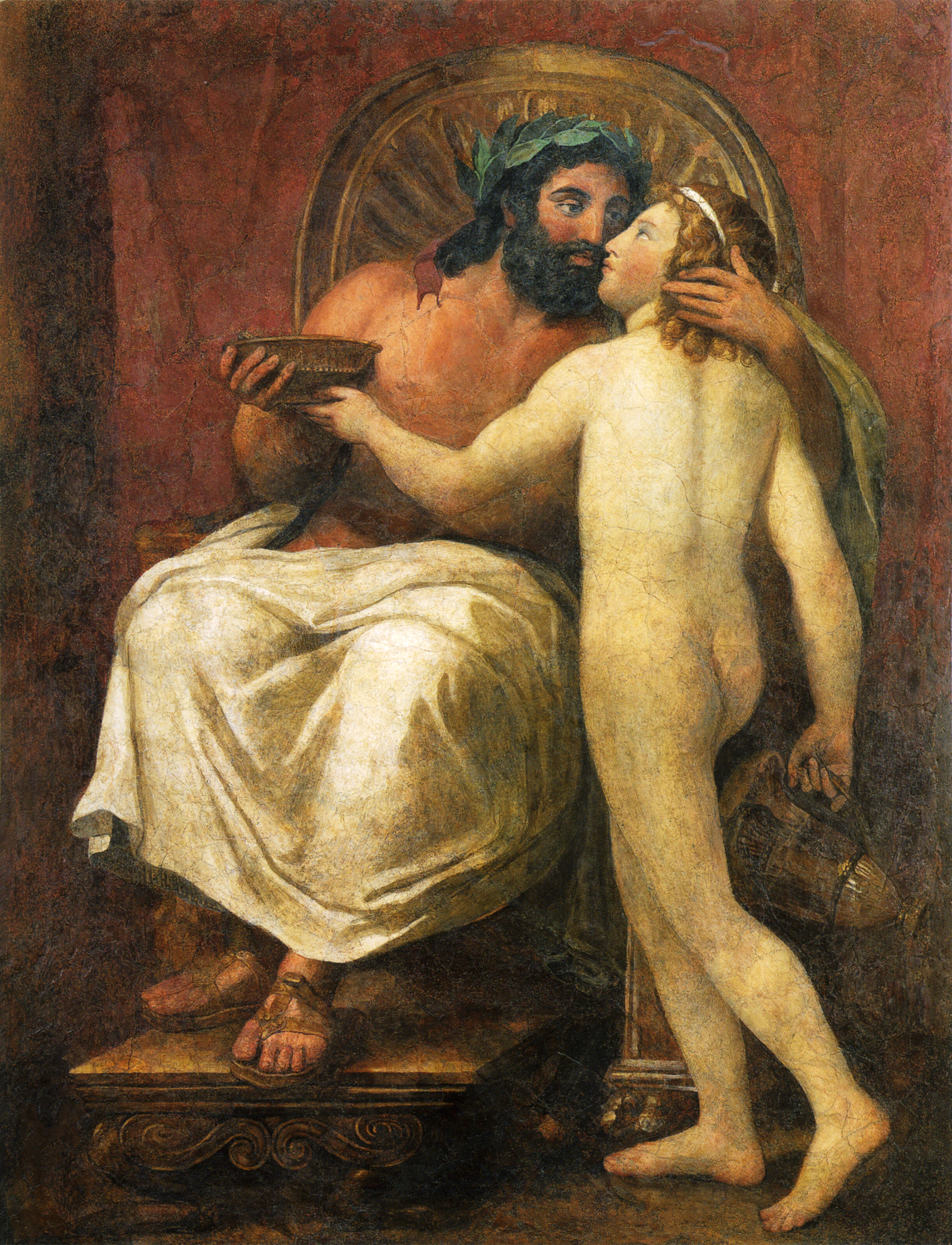
Jupiter líbá Ganymeda
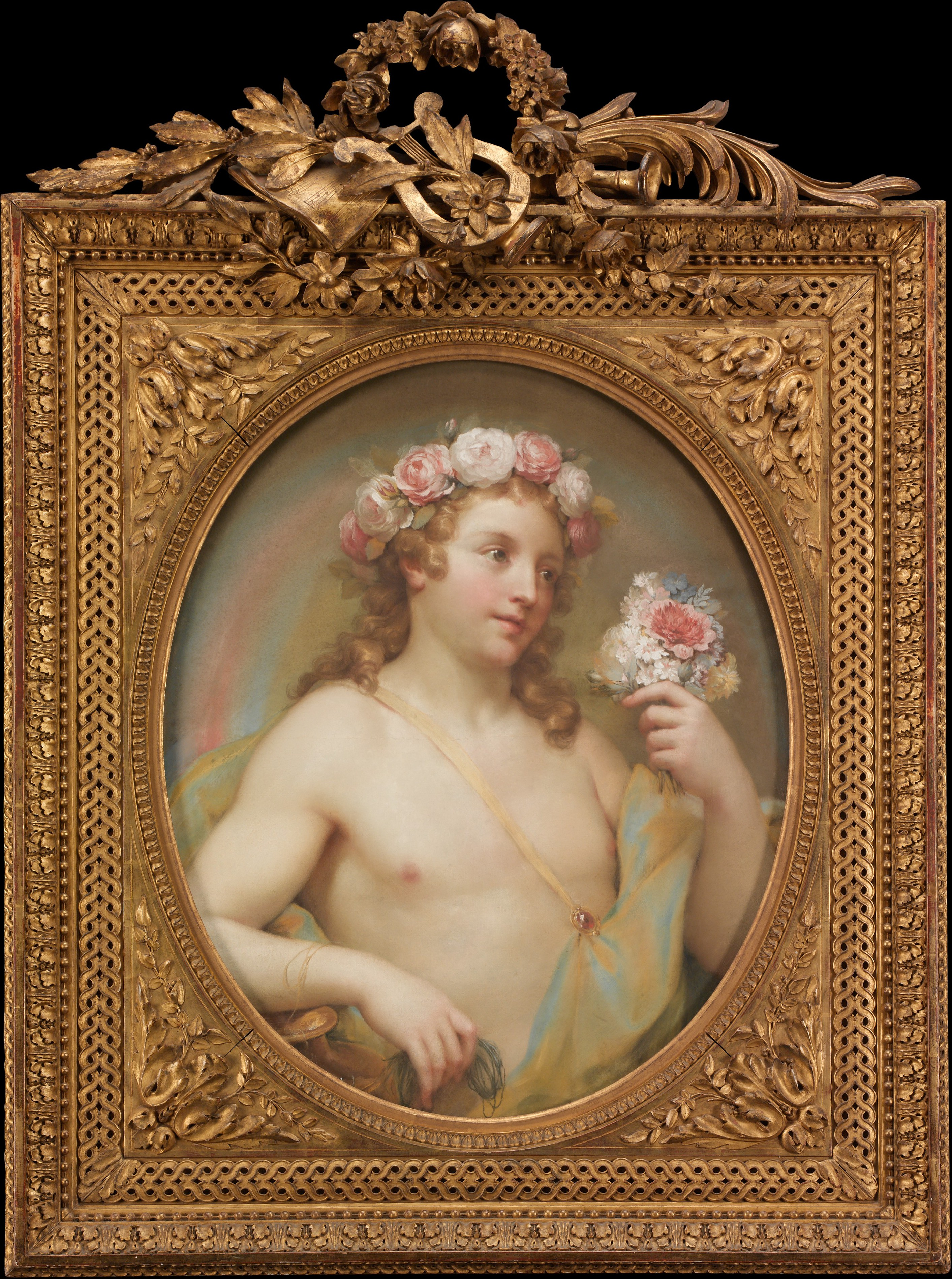
Potěšení
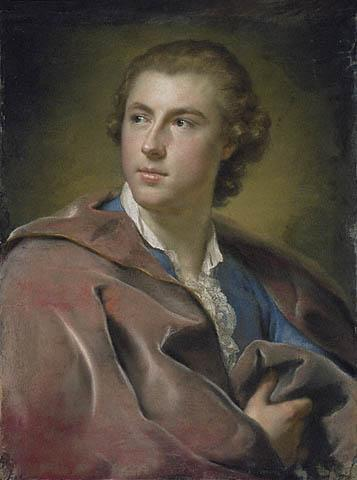
Portrét Williama Burtona Conynghama (1733–1796)
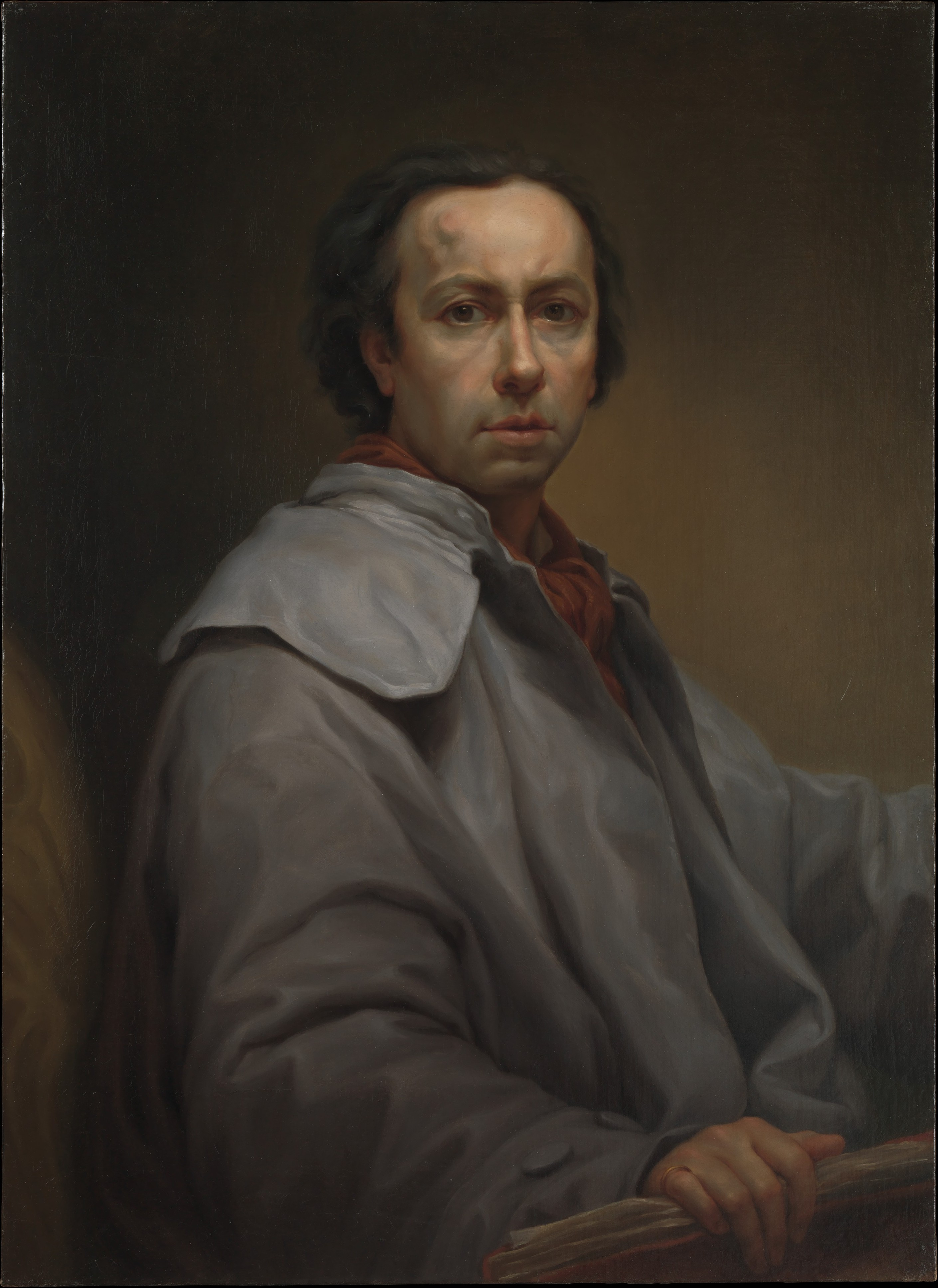
Autoportrét, 1774
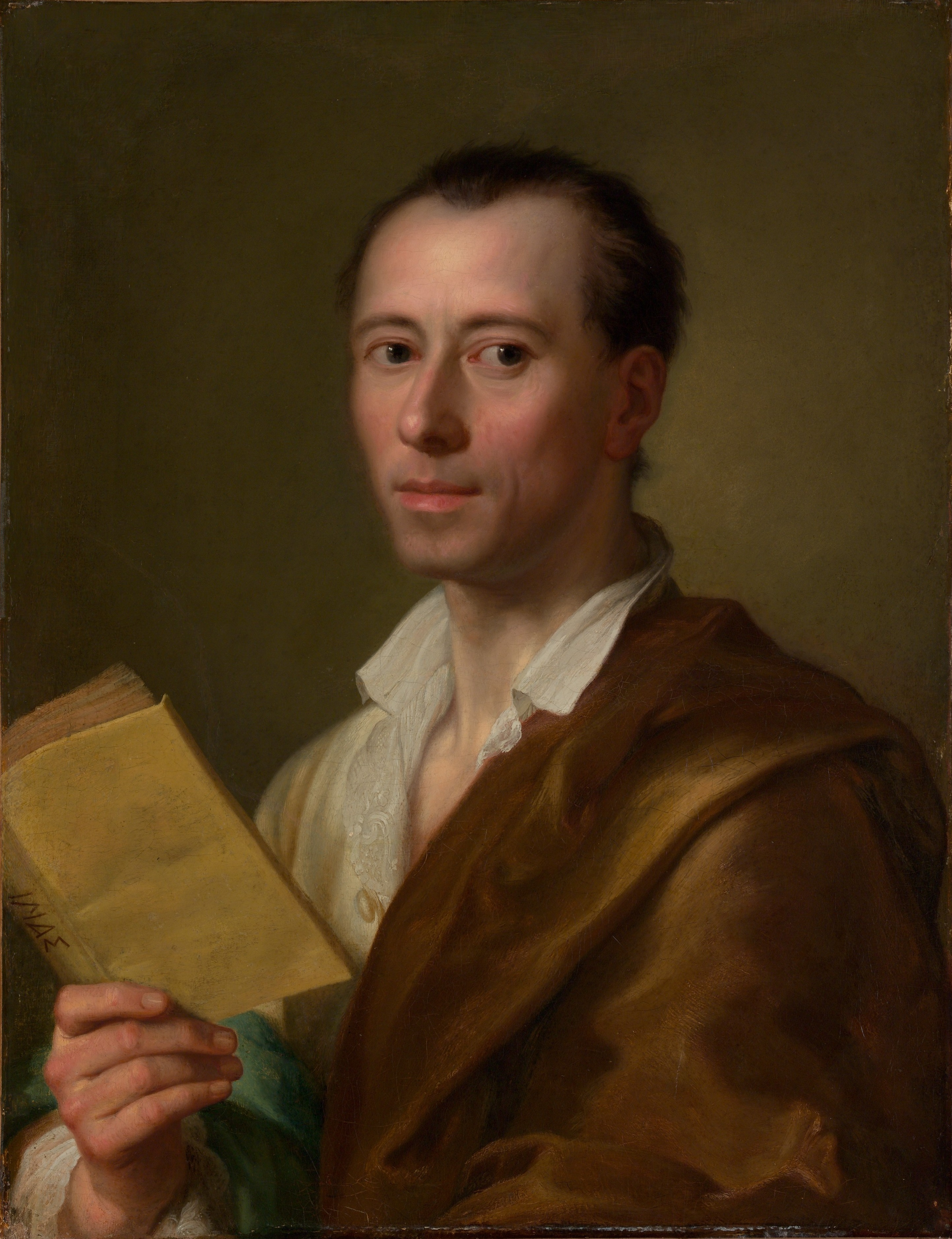
Johann Joachim Winckelmann, 1777
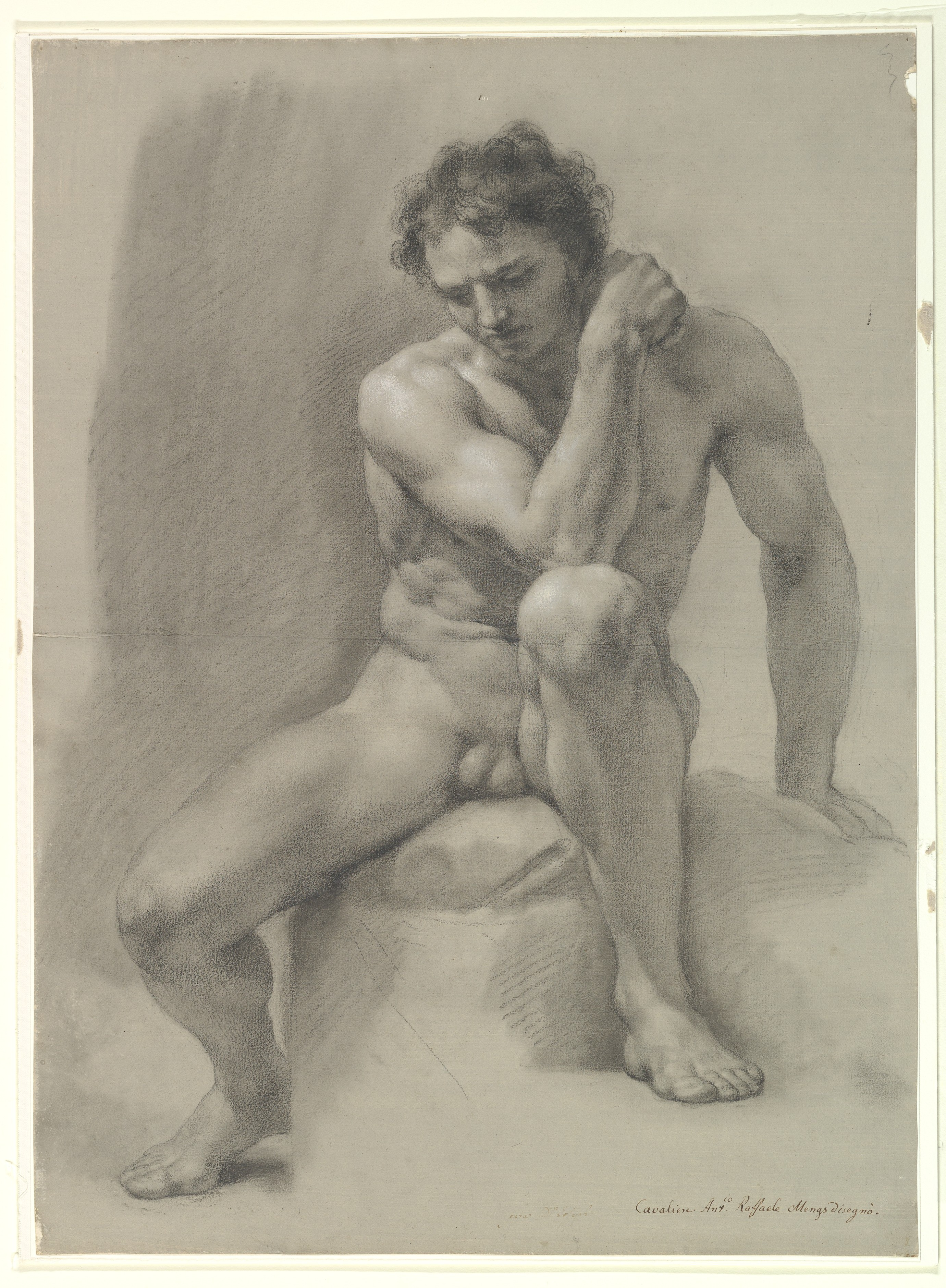
Sedící muž, Metropolitní muzeum, New York